# 井尻駅

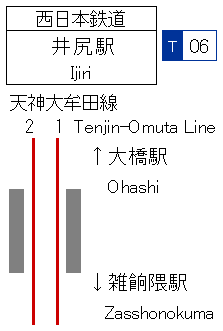
配線図

井尻駅（いじりえき）は、福岡県福岡市南区井尻五丁目にある、西日本鉄道（西鉄）天神大牟田線の駅である。駅番号はT06。ホーム有効長は7両分ある。

## 歴史
- 1924年（大正13年）4月12日 - 開業。
- 1954年（昭和29年）10月1日 - 筑紫郡曰佐村が福岡市と合併、同市所在となる。
- 1959年（昭和34年） - 駅舎を全面改築。
- 1967年（昭和42年）3月 - ホーム跨線橋設置。
- 1995年（平成7年） - 駅舎を全面改築。
- 2008年（平成20年） - ICカードnimoca供用開始。
- 2016年（平成28年） - 駅構内に待合室設置
- 2017年（平成29年）2月1日 - 駅ナンバリングを導入[2]。
- 2024年（令和6年）9月10日[要出典]：クレジットカードなどのタッチ決済実証実験を開始[3]。

## 駅構造

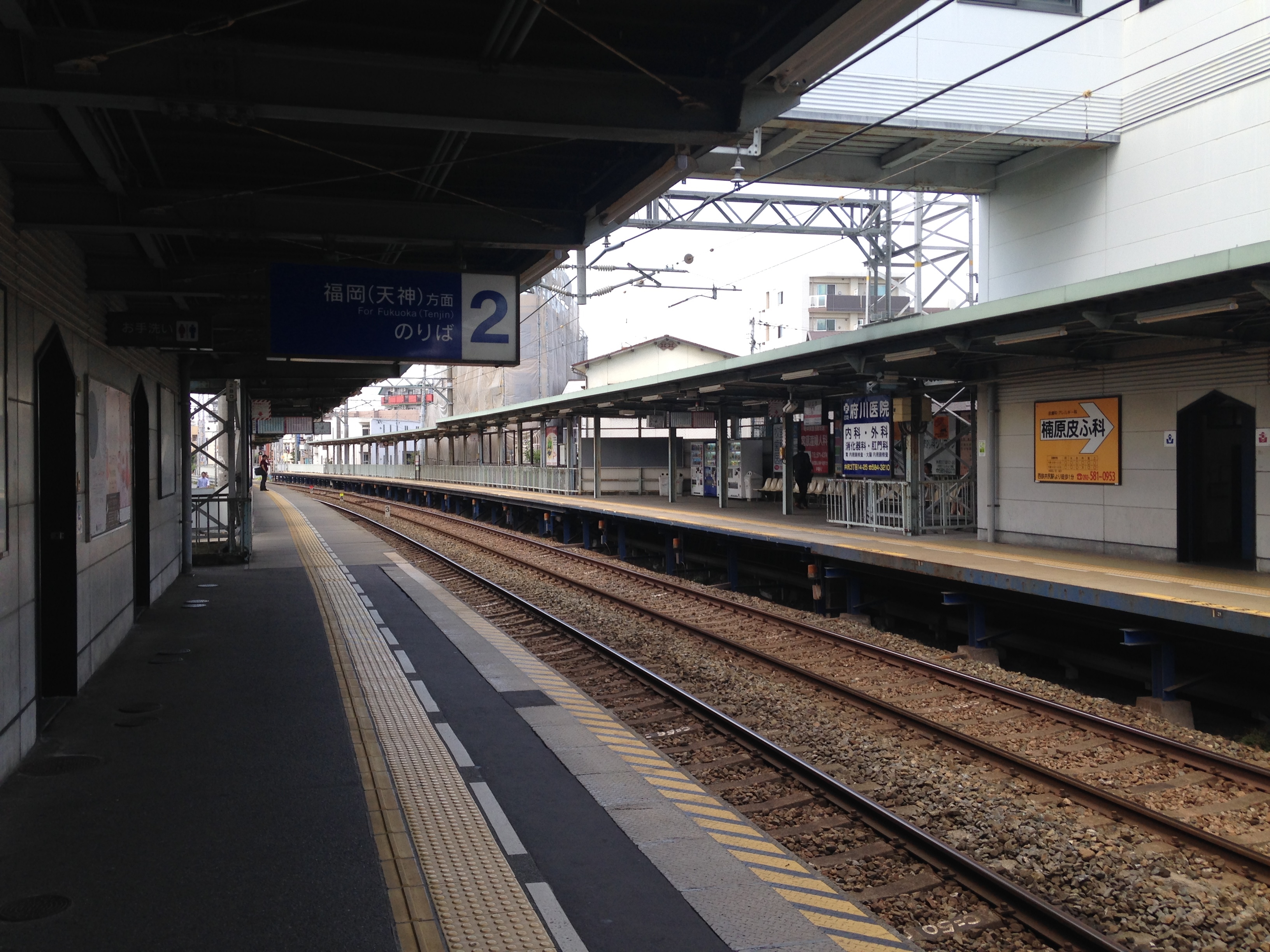
ホーム（2016年9月）

相対式ホーム2面2線を持つ地上駅。駅構内の大牟田側端部に駅舎が設置されている。駅舎も改札も上下で別々になっているがホームには跨線橋がありどちらのホームにも向かうことが出来る。
| ホーム | 路線          | 方向 | 行先                               |
| ------ | ------------- | ---- | ---------------------------------- |
| 1      | ■天神大牟田線 | 下り | 二日市・太宰府・久留米・大牟田方面 |
| 2      | ■天神大牟田線 | 上り | 福岡（天神）方面                   |

## 利用状況
2024年度の1日平均乗降人員は22,461人であり、普通のみ停車する他の駅の中で最も多い。西鉄の駅としては第5位である。2015年度までは第6位であったが、2016年度に特急停車駅である西鉄二日市駅を抜き、順位を一つ上げた。
各年度の1日平均乗車および乗降人員は下表のとおり 。
| 年度               | 1日平均 乗車人員 | 1日平均 乗降人員 |
| ------------------ | ---------------- | ---------------- |
| 1996年（平成08年） | 13,934           | 27,548           |
| 1997年（平成09年） | 13,838           | 27,334           |
| 1998年（平成10年） | 13,230           | 26,082           |
| 1999年（平成11年） | 12,713           | 25,055           |
| 2000年（平成12年） | 12.395           | 24,403           |
| 2001年（平成13年） | 12,101           | 23,778           |
| 2002年（平成14年） | 11,814           | 23,164           |
| 2003年（平成15年） | 11,724           | 22,955           |
| 2004年（平成16年） | 11.162           | 21,929           |
| 2005年（平成17年） | 10,956           | 21,855           |
| 2006年（平成18年） | 10,992           | 22,049           |
| 2007年（平成19年） | 10,970           | 21,952           |
| 2008年（平成20年） | 10.890           | 21,879           |
| 2009年（平成21年） | 10,562           | 21,240           |
| 2010年（平成22年） | 10,430           | 21,010           |
| 2011年（平成23年） | 10,156           | 20,433           |
| 2012年（平成24年） | 10,162           | 20,477           |
| 2013年（平成25年） | 10,397           | 20,969           |
| 2014年（平成26年） | 10,340           | 20,757           |
| 2015年（平成27年） | 10,410           | 21,520           |
| 2016年（平成28年） | 10,978           | 22,033           |
| 2017年（平成29年） | 11,323           | 22,749           |
| 2018年（平成30年） | 11,599           | 23,315           |
| 2019年（令和元年） | 11,902           | 23,881           |
| 2020年（令和02年） |                  | 18,733           |
| 2021年（令和03年） |                  | 19,525           |
| 2022年（令和04年） |                  | 20,625           |
| 2023年（令和05年） |                  | 21,533           |
| 2024年（令和06年） |                  | 22,461           |

## 駅周辺
駅構内の大牟田寄りに接する形で福岡県道505号板付牛頸筑紫野線が踏切で横切る。駅の周囲には商店街と住宅地が密集している。また当駅周辺は九州旅客鉄道（JR九州）鹿児島本線と西鉄天神大牟田線が接近している場所で、東側約500mの場所にJR九州笹原駅があり、西鉄天神大牟田線と鹿児島本線の駅相互間を無理なく徒歩連絡できる数少ない場所である。当駅の南東約800mの位置で西鉄天神大牟田線と鹿児島本線が交差する。
なお、当駅周辺沿線は住宅地に接している為、高架化に必要な工事用地と大型工事車両が通行可能な道路が無い他、当駅北東側を横切る九州新幹線（博多南線）の高架線を潜り抜けての高架化が難しい理由により、当駅以南で進められていた高架化事業では井尻駅を含めての高架化には至っていない。故に、両隣の大橋駅と雑餉隈駅は高架駅だが、当駅のみ地上駅のままである。また、福岡市内の西鉄天神大牟田線の駅でも、当駅のみ地上駅のままである。
- 笹原駅 - 九州旅客鉄道（JR九州）鹿児島本線
- 福岡井尻郵便局
- 福岡県警南警察署 井尻交番
- しいのみ学園
- 香蘭女子短期大学
- 精華女子短期大学
- 本行院
- 平原宝満神社
- マックスバリュ エクスプレス 井尻駅前店
- マルキョウ 井尻店

### バス路線
西鉄バスが駅前から路線バスを運行している。福岡女学院大学・高等学校の最寄駅となっており、当駅から福岡女学院への路線バスが運行されている。このため、通学時間帯には同校の生徒が多く利用する。また、周辺は大学や短大、専門学校が多く、文教地区となっている。
2024年3月16日現在、運行されているのは下記の路線である。運行は竹下営業所が行っている。
井尻駅東口停留所（天神・博多駅方面からは降車のみ）
- ■ 45
  - 井尻駅東口→笹原駅入口→諸岡→弓田町→山王一丁目→博多駅

- ■ 46
  - 井尻駅東口→宮竹小学校西→五十川→竹下→春住町→博多駅→キャナルシティ博多前（櫛田神社前駅）→天神→福岡市民ホール→博多ふ頭

井尻駅西口停留所（両方向乗車可）
- ■■ 45
  - 井尻駅西口→井尻駅東口→笹原駅入口→諸岡→弓田町→山王一丁目→博多駅
  - 井尻駅西口→井尻六ツ角→御陵→須玖→（→福岡女学院→）→昇町→小倉→南福岡駅→桜並木駅

- ■ 45-1
  - 井尻駅西口→井尻六ツ角→福岡徳洲会病院→須玖→福岡女学院→昇町→小倉→南福岡駅→桜並木駅

- ■ 直行
  - 井尻駅西口→福岡女学院

- ■■ 46
  - 井尻駅西口→井尻駅東口→宮竹小学校西→五十川→竹下→春住町→博多駅→キャナルシティ博多前（櫛田神社前駅）→天神→福岡市民ホール→博多ふ頭
  - 井尻駅西口→井尻六ツ角→精華女子短大前→南福岡駅→桜並木駅
  - 井尻駅西口→井尻六ツ角→福岡徳洲会病院
  - 井尻駅西口→井尻六ツ角→御陵→須玖→福岡女学院

## 隣の駅
西日本鉄道
■天神大牟田線
■特急・■急行
通過
■普通
大橋駅（T05） - 井尻駅（T06） - 雑餉隈駅（T07）